# Hurd Curtis Willett
Hurd Curtis Willett, född 1 januari 1903 i Providence i Rhode Island, död 26 mars 1992 i West Concord i Massachusetts, var en amerikansk meteorolog och atmosfärforskare. Han är mest känd för utvecklingen av tekniker för att göra femdygnsprognoser.  
Willet växte upp nära Pittsburgh och tog doktorsexamen på George Washington University 1929. Samma år fick han anställning på MIT där hans forskning riktade in sig på polarfronten samt väderprognostekniker. 
År 1951 erhöll han en utmärkelse av amerikanska meteorologisamfundet som sedermera blev deras finaste belöning Carl-Gustaf Rossby-medaljen. 